# Puusepp-Reflex
Der Puusepp-Reflex, auch Puusepp-Zeichen, ist ein pathologischer Reflex, der eine Schädigung der Pyramidenbahn anzeigen kann (Pyramidenbahnzeichen). Der Reflex wird auf dieselbe Art und Weise wie der Babinski-Reflex durch Bestreichen der Fußsohlenaußenseite ausgelöst. Er ist positiv, wenn es zu einer langsamen, tonischen Abduktion (Abspreizung) der kleinen Zehe kommt. Benannt wurde er nach dem estnischen Neurologen und Neurochirurgen Ludvig Puusepp, der das Zeichen erstmals beschrieb.